# Mar de Champlain

El mar de Champlain fue un antiguo entrante temporal del océano Atlántico, hoy desaparecido, que se encontraba en la costa noroccidental de América del Norte, y que había sido creado por los glaciares en retroceso al final de la última edad de hielo. El mar ocupaba tierras en lo que hoy son las provincias canadienses de Quebec y Ontario, así como partes de los estadounidenses estados de Nueva York y Vermont. y era el ancestro del río San Lorenzo y del lago Champlain (por el que lleva el nombre, nombrado a su vez en memoria de Samuel de Champlain).

## Geografía
La extensión, forma, profundidad y salinidad variaron constantemente a lo largo de la vida del mar de Champlain. Aún debe aclararse mejor la distinción entre los mares de Goldthwait y de Champlain. Hasta hace poco, los autores designaban sin distinción con el nombre de marde Champlain a la gran invasión marina en el sureste de Quebec que siguió a la retirada de los glaciares. Con la obtención de nuevos datos, en particular con la datación por carbono-14 y la cartografía de las formaciones móviles, pareció útil distinguir la capa de agua que sumergió las costas del estuario y del golfo de San Lorenzo de la que sumergió las tierras bajas del río San Lorenzo aguas arriba de Quebec y de las del valle del Outaouais.

## Historia
La masa de hielo de las capas de hielo continentales llevaba deprimiendo la roca bajo ella desde hacía milenios. Al final de la última edad de hielo, mientras la roca todavía estaba deprimida, los valles del río San Lorenzo y del río Ottawa, así como el actual lago Champlain, estaban por debajo del nivel del mar y quedaron inundados una vez que el hielo retrocedió y ya no impedía que el océano fluyera en la región. A medida que la tierra se fue recuperando y elevando poco a poco de nuevo (un proceso conocido como rebote isostático), la costa del mar se fue retirando gradualmente hasta llegar a su ubicación actual.
El mar se extendió desde hace unos 13 000 años hasta hace unos 10 000 años y se fue reduciendo de forma continua durante ese tiempo, a medida que los rebotes del continente lo elevaban lentamente sobre el nivel del mar. En su apogeo, el mar se extendía en el interior al sur hasta el lago Champlain; al oeste, poco más allá de la actual ciudad de Ottawa, Ontario; y al norte, más arriba del río Ottawa pasado Pembroke. Los glaciares que permanecieron alimentaron ese brazo de mar durante un tiempo, por lo que era más salobre que el habitual agua de mar. Se estima que el mar estaba hasta 150 m sobre el actual nivel de los ríos San Lorenzo y Ottawa.
La mejor evidencia de ese antiguo mar es la gran llanura de barro que se ha depositado a lo largo de los valles de los ríos Ottawa y San Lorenzo. Eso dio lugar a tipos de bosque característicos y a grandes humedales. Otra evidencia moderna de ese mar se puede ver en la forma de fósiles de ballenas (belugas, ballenas de aleta, y ballenas de Groenlandia) y de conchas marinas que se han encontrado cerca de las ciudades de Ottawa (Ontario) y Montreal (Quebec). También hay fósiles de peces oceánicos como el capelán. El mar también dejó antiguas líneas de costa en las antiguas regiones costeras y yacimientos de arcilla Leda en las zonas de aguas más profundas.
La ribera norte del lago se encontraba en el sur de Quebec, donde los afloramientos del escudo canadiense forman el escarpe Eardley. Ese escarpe todavía tiene plantas distintivas que pueden datarse hasta el mar. El escarpe Eardley es conocido localmente como colinas de Gatineau (parte de la falla Mattawa en el borde sureste del graben Ottawa-Bonnechere, en el este de Ontario y la región Outaouais de Quebec, más comúnmente conocida como valle de Ottawa).